# Heletje Van Staden
Heletje Van Staden (sinh ngày 12 tháng 3 năm 1988) là một tay đua xe đạp chuyên nghiệp người Namibia. Năm 2010, cô giành chiến thắng giải vô địch cuộc đua đường trường quốc gia Namibia.